# 概念設計
概念設計（英语：Conceptual design）指在项目、产品或系统的早期开发阶段所进行的高层次、抽象化设计过程。其目的是在正式投入详细设计前，明确主要目标、功能需求与核心思路，为后续阶段提供总体构架和指导方针。概念設計可能包括介面、體驗、程序以及策略上的設計。概念設計是要瞭解客戶的需求，以及如何用產品、服務及過程滿足其需求。概念設計常見的產出是概念草圖以及模型。概念设计通常运用于工业设计、建筑设计、软件开发、工程项目以及用户体验设计等多个领域。
通常，产品开发过程可以划分为三个主要阶段：概念设计、详细设计与生成设计,也有学者将其分为四个阶段，分别为明确任务、概念设计、结构设计和详细设计。总之，在工程设计中，概念设计是产品开发过程中的核心阶段，其目的是产生创造性的设计构想或设计概念，其本质上是一种创造性、经验性和不确定性的设计过程，决定了产品全生命周期总成本的 70%-80%，并且形成的概念方案对产品的创新性、合理性等起着决定性的作用。

## 概念设计定义
Pahl和 Beitz定义概念设计为：在明确设计任务后，通过抽象化来认识问题的本质，建立功能结构模型，寻找适用的作用原理及其组合，求解出产品的概念方案。
French定义概念设计为：描述设计问题，并以设计方案的形式提出众多解的产品设计阶段。

## 概念设计理论
概念设计的理论研究主要围绕设计的基本规律、原理及设计认识论展开，并在此基础上构建了面向不同产品与领域的设计方法体系。研究者通常从心理学、知识管理、系统科学等多学科视角，对如何在概念阶段最大化激发创新潜力、应对不确定因素进行探索，形成了一系列方法论，为概念设计提供理论支撑。
- TRIZ（Theory of Inventive Problem Solving）又称“发明问题解决理论”或者是直接音译成为“萃智理论”，由苏联发明家格宁里奇·阿奇舒勒（Genrikh Altshuller）基于对大量专利的研究而形成。[5]TRIZ提供了一套系统化的工具和原理，用于发现和解决创新过程中的技术矛盾与物理矛盾，帮助设计者在概念阶段提出具有高创新度的方案。
- 头脑风暴法（Brainstorming）由亚历克斯·奥斯本（英语：Alex_Faickney_Osborn）于20世纪中期提出的一种创意思维方法，鼓励团队成员在短时间内快速提出大量想法，再进行整合与筛选。头脑风暴法强调自由联想和推崇多样性，避免过早批判与否定，从而激发更广泛的设计思路。
- C-K理论（法语：Théorie_C-K）（C-K Theory）既是一种设计理论，也是一种设计推理的理论。它将设计推理定义为一种扩展过程的逻辑，即一种用于组织生成未知对象的逻辑。是一种全面的、形式化的设计理论，且不依赖于任何特定的设计领域或设计对象，而且在统一的理论框架内解释了发明、创造和发现与设计过程的关系。
- 质量功能展开（Quality Function Deployment，QFD）是一种系统化的方法，用于将用户或市场需求与产品或服务的技术特性相互关联，以确保设计或开发工作能够紧密围绕实际需求展开。QFD方法于20世纪60年代由日本的赤尾洋二（日语：赤尾洋二）发明，并在三菱重工业、丰田汽车公司等企业率先尝试，并在1980年代由哈佛商学院教授约翰·豪瑟（英语：John_R._Hauser）（John R.Hauser）和唐·克劳辛（Don Clausing）在美国进一步推广。

## 概念设计模型
概念设计模型研究则集中于对过程模型和推理模型的构建，以规范和支撑各类设计方法在实践环节的落地执行。通过对概念设计活动进行结构化和可视化描述，研究者能够更好地管理需求、功能、约束、资源等要素，并在迭代过程中不断优化与验证创新方案。
- 双钻模型（英语：Double_Diamond_(design_process_model)）（Double Diamond）由英国的设计委员会（英语：Design_Council）于2004年提出，将设计过程分为发散—收敛两次循环，包含发现（Discover）、定义（Define）、开发（Develop）和交付（Deliver）四个阶段，该流程改编自匈牙利裔美国语言学家贝拉·巴纳锡于1996年提出的发散-收敛模型。[6]
- 功能－行为－结构模型（英语：Function-Behaviour-Structure ontology）(Function-Behaviour-Structure model)由John S. Gero等人在设计理论研究中提出，强调从“功能（Function）—行为（Behavior）—结构（Structure）”的多层次视角来理解和描述设计过程。强调在设计过程中通过反复的“定义功能—推导行为—生成结构—评估并迭代”的循环来逐步细化方案，并通过对比期望行为与实际行为来进行调整。[7]
- 质量屋模型（House of quality，HoQ）是QFD方法中最具代表性和常用的一种可视化模型，它借助图表的方式，将“用户需求”与“技术特性”及“竞争对标”整合在一张“屋”形矩阵中呈现，因形似房屋而得名

## 辅助概念设计工具
在概念设计段，设计者需要快速生成、交流和评价各种创意与方案。为此，学术界与工业界开发了多种方法论与软件工具，帮助团队从抽象的功能需求逐步过渡到可行的概念模型。以下列举常见的工具和方法类型:
- 思维导图(Mind Map)是一种用图像整理信息的图解工具，通过中心主题发散的形式组织观点或信息，适用于整理复杂需求、构建概念框架。它可以利用不同的方式去表现人们的想法，如引题式、可见形象化式、建构系统式和分类式。
- 专家系统（Expert system）是一种基于人工智能的知识库和推理机制，能够在特定领域模拟专家决策过程。在概念设计阶段，专家系统可协助进行需求分析、概念生成与方案筛选等任务。